# Policja (Azerbejdżan)
Policja – organ działający w systemie urzędu ds. wewnętrznych w Azerbejdżanie, który przeznaczony jest do ochrony bezpieczeństwa ludzi i mienia oraz do utrzymywania bezpieczeństwa i porządku publicznego. Do jego głównych zadań należy pilnowanie przestrzegania prawa i ściganie przestępców, jak również zapewnienie ochrony i pomocy w sytuacjach kryzysowych zarówno wobec ludzi, jak i mienia. Jeżeli jest to konieczne, to w specjalnych sytuacjach policja Azerbejdżanu ma prawo użyć siły.

## Struktura organizacyjna

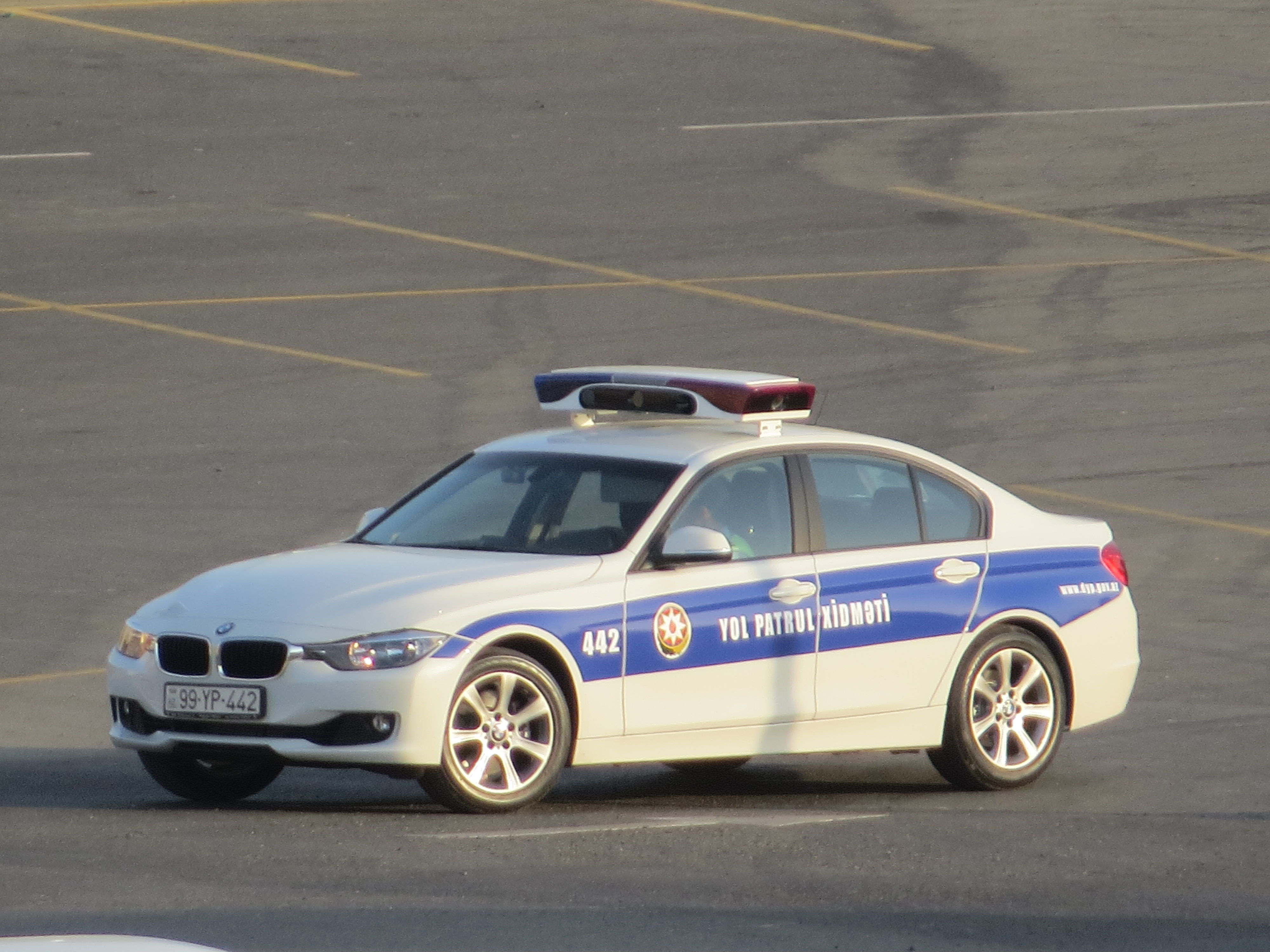
Samochód policyjny w Baku

Departament Wewnętrznego Dochodzenia jest organizacją administracyjną Ministerstwa Spraw Wewnętrznych ustanowioną do prowadzenia spraw Policji.
W sensie operacyjnym, misje Policji dzielą się na: sprawy związane ze spokojem i porządkiem publicznym, sprawy związane z bezpieczeństwem zgromadzeń publicznych, sprawy bezpieczeństwa ruchu drogowego, sprawy karne, sprawy administracyjne, sprawy związane z obcokrajowcami, azylami i inne.